# Texas Stars
Texas Stars är ett ishockeylag i den amerikanska farmarligan AHL. Laget är sedan säsongen 2009/2010 placerat i Cedar Park, Texas. Texas Stars är farmarlag till Dallas Stars i NHL.